# چرنی رید
چرنی رید (به بلغاری: Cherni Rid) یک منطقهٔ مسکونی در بلغارستان است که در ایوالوفگراد واقع شده‌است.